# Люсі Арбелл
Люсі Арбелл (народжена в Жоржетт Галл, Жоржет Уоллес) (8 червня 1878 — 21 травня 1947) — французька меццо-сопрано співачка, чия оперна кар'єра була зосереджена в Парижі, також вона була особливо пов'язана з композитором Жулем Массне.

## Життя і кар'єра

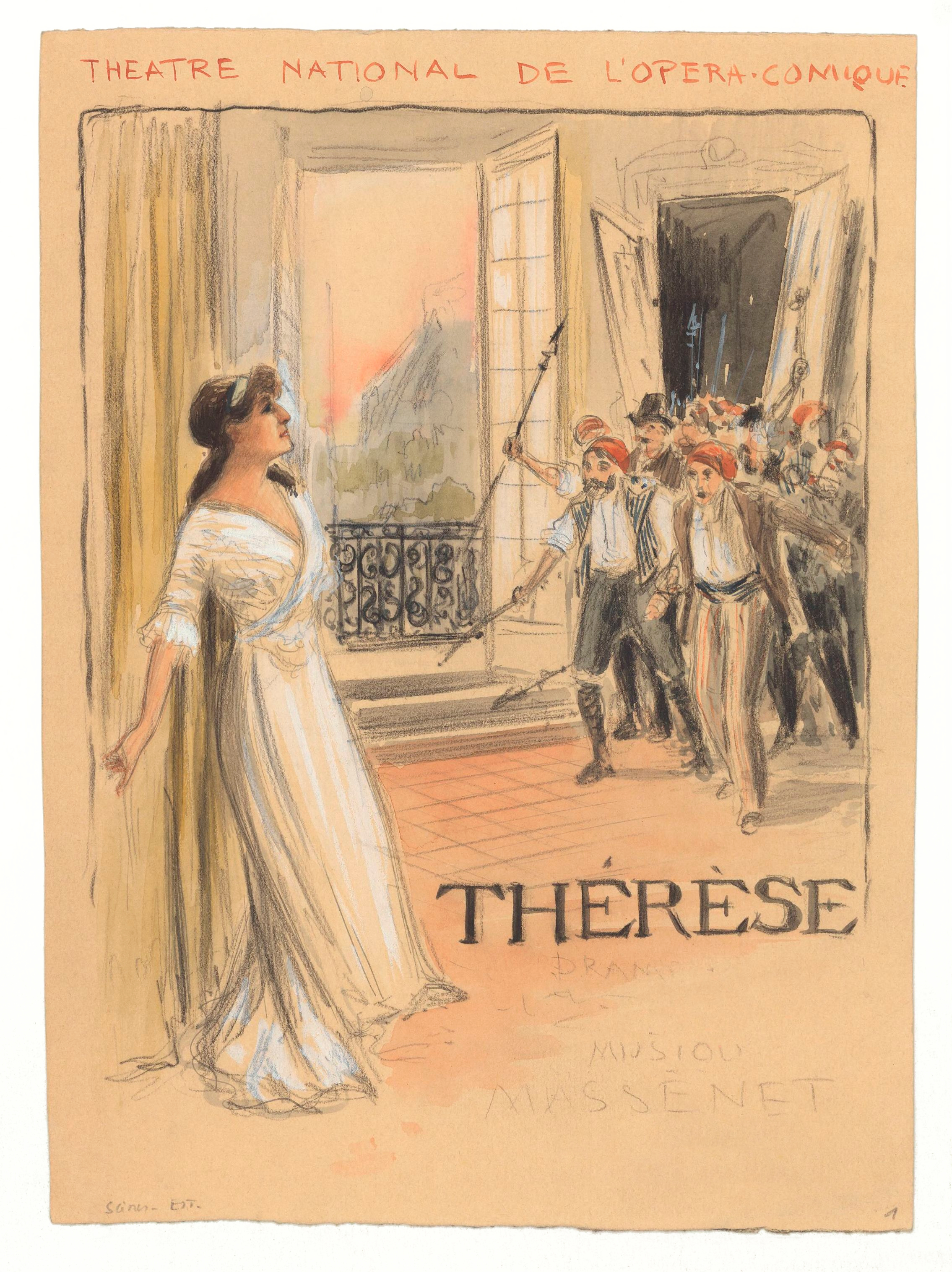
Арбелл повторює головну роль Терези Жуля Массне (яку вона створила) для паризької прем'єри 1911 року.

Батьком Джорджетт був Едмонд Річард Воллес (1840—1887), син сера Річарда Воллеса, відомого колекціонера мистецтва та філантропа.
Арбелл дебютувала в ролі Даліли в Паризькій опері 23 жовтня 1903 року. Вона також співала там як Амнеріс в «Аїді», Мадалена в «Ріголетто», Ута в «Сігурді», Фріка в «Валькірії» та Тереза.

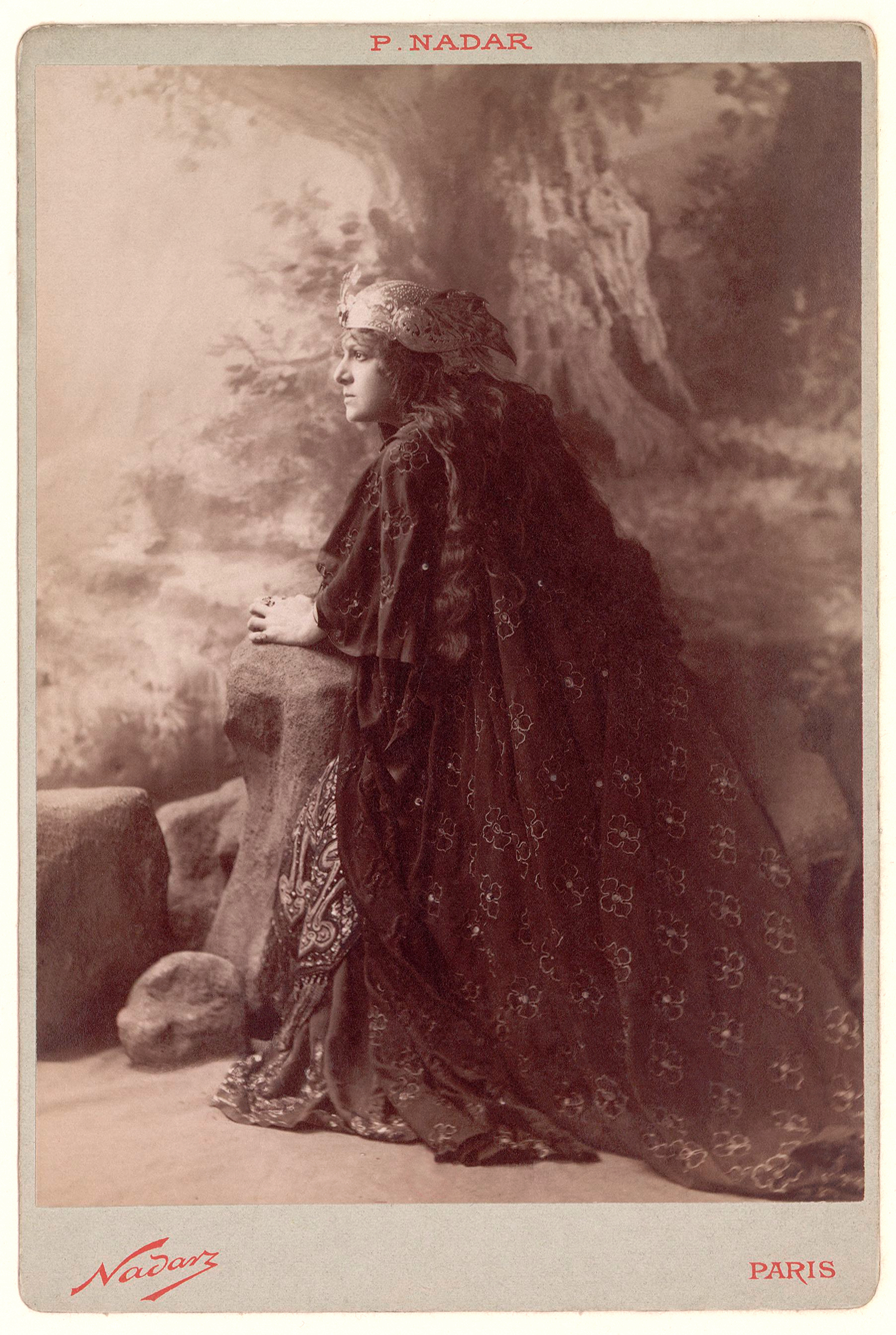
Арбелл у ролі королеви Амахеллі в Театрі опери (Палац Гарньє) під час створення Бахуса в 1909 році. Фотографія Пола Надара.

Вона була тісно пов'язана з пізніми операми Массне, будучи в ролі Аріани (Персефони), Терези (головної героїні), Вакху (Цариці Амагеллі), Дон Кіхоти (Дульсінеї) в Монте-Карло та Парижі. Роми (Постумії) та Панурги (Коломби). Вона також мала близькі стосунки з Массне; критик Родні Мілнс описує Арбелл як «золотошукача» — це вираз, який використовується для опису особи, яка у відносинах з іншою людиною прагне отримати фінансові вигоди або матеріальні блага, замість будь-яких інших мотивів, таких як любов чи романтика. Звинувачуючи, що її відверта експлуатація почесних прихильностей композитора завдала значних страждань його дружині та навіть послабила вірність Массне (або закоханість, як це характеризує Мілнс). Після смерті композитора в 1912 році він переслідував Арбелл, його вдову та видавців через суди, прагнучи забезпечити монополію на головні ролі в кількох його пізніх операх.
Як співачку її описують як сильну, яскраву меццо-контральто та життєрадісну особистість. Можливо, вона була талановитою акторкою, але деякі критики вважали її голос посереднім. Ролі, створені для неї, включали великі уривки декламації, чого зазвичай не можна було побачити в операх того періоду.
У Opéra-Comique Арбелл співала як Шарлотта (Вертер) до 1920-х років, але в основному вона втратила свою актуальність після смерті Массне в 1912 році.